# Wieck (Gützkow)
Wieck ist ein Ortsteil von Gützkow im Landkreis Vorpommern-Greifswald. Der ehemalige Gutsbezirk wird auch als Gützkow-Wieck bezeichnet. Wieck liegt nordwestlich der Stadt an der Bundesstraße 111 und westlich des Swinowbaches.

## Geschichte
Die Wiecker Feldmark wies in Vergangenheit und Gegenwart sehr viele archäologische Fundstellen auf, vom Neolithikum (5500 bis 1800 vdZ) mit vielen Steinwerkzeugen, über das Urnengräberfeld der vorrömischen Eisenzeit (600 vdZ bis 0), bis hin zu einer slawischen Siedlung (600 bis 1200) am westlichen Ortsrand und auf dem späteren Gutshof.

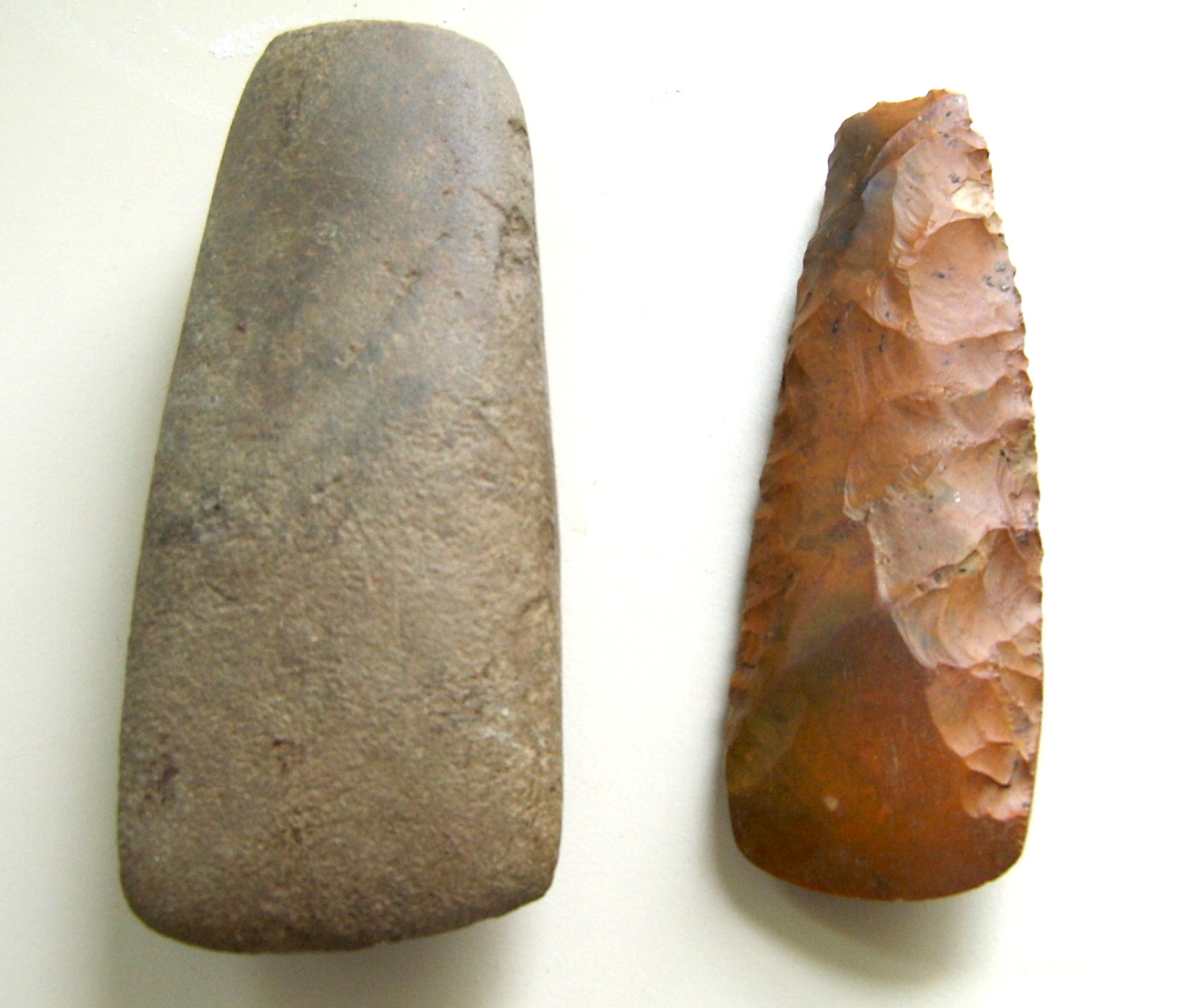
Stein- und Flintbeile - Feldmark Wieck

1996 wurden bei Sanierungsarbeiten am Herrenhaus alte Fundamente mit frühdeutschen Datierungen (klosterformatige Mauersteine), sowie auf dem Gutsareal frühdeutsche (1230 bis 1400) Keramikscherben gefunden. Das deutet auf die überlieferte Burg der gräflichen Ministerialen, der Ritter von Gützkow hin.
Wieck gehörte im Mittelalter als so genannte Bauwieck zum Burgbezirk der Grafen von Gützkow. Von dort aus erfolgte die Versorgung der Grafenresidenz und die Verwaltung der umfangreichen Besitzungen.
Die Namensdeutung der slawischen Gründung geht von der pomeranischen Suburbiums-Bezeichnung „Vik“ (= Stadt oder Markt) aus.
Nach dem Aussterben der Grafen von Gützkow (um 1372) fiel der Besitz an die Lehnsherren, die Herzöge von Pommern zurück und wurde somit zum Dominal.
Wann der Ort als Afterlehen weitergegeben wurde, ist unbekannt. Im Jahr 1447, fast hundert Jahre nach dem Aussterben der Gützkower Grafen, war Wieck im Lehnsbesitz der Familie von Neuenkirchen (Nienkerken), die das Lehen an die Familie von Spandow weiterverkauften. Das war gleichzeitig die erste urkundliche Erwähnung des Ortes. Nach dem Aussterben der Spandows fiel der Besitz wieder an die Greifenherzöge zurück. Gerd von Nienkerken machte zwar 1523 Ansprüche auf Wieck geltend, verglich sich aber im folgenden Jahr mit Herzog Bogislaw X. Wieck wurde ein Dominialgut der Herzöge von Pommern.

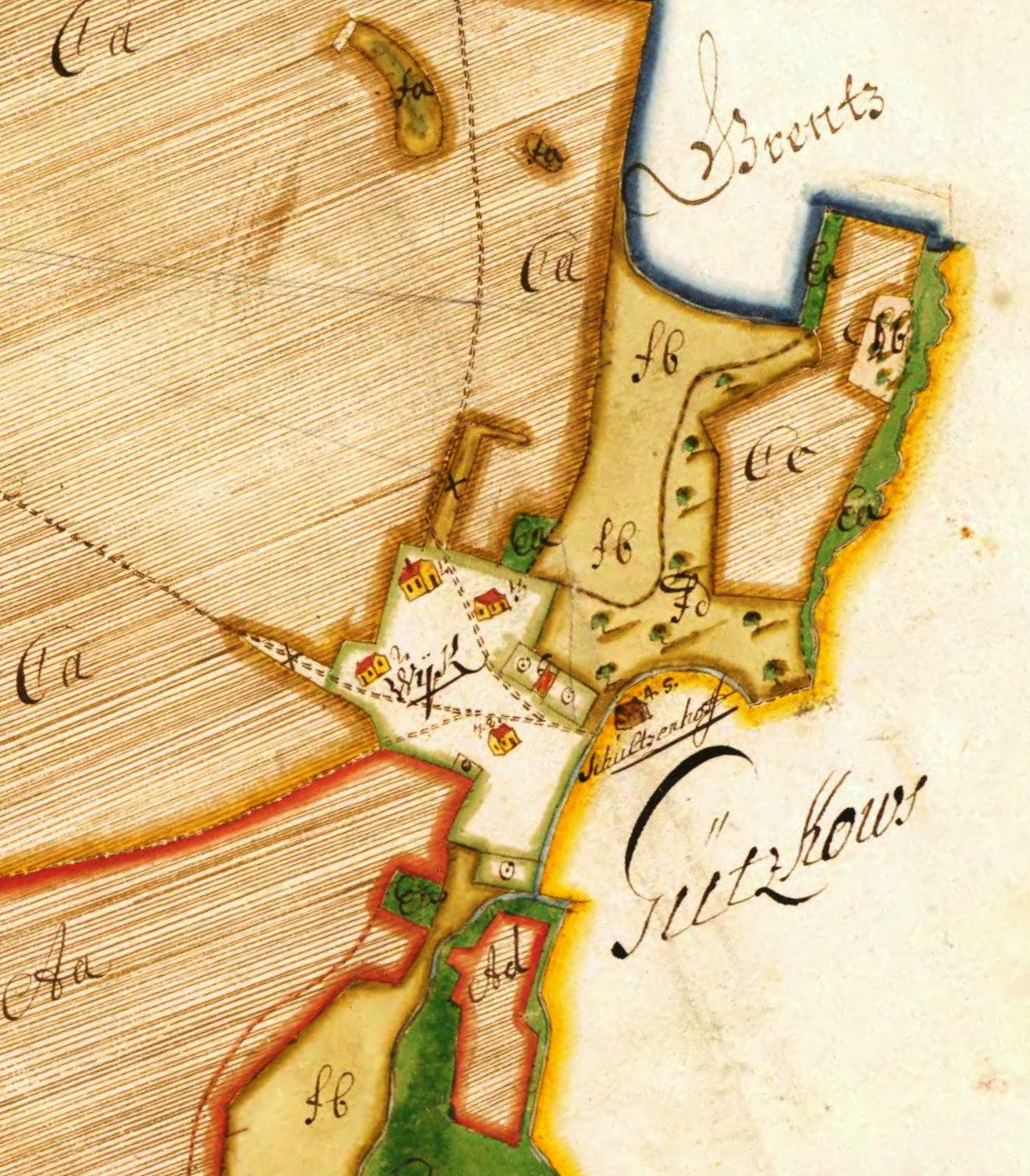
Matrikelkarte Wieck (Ausschnitt) nach der Schwedischen Landesaufnahme von 1694

1628 gelangte Marcus von Eickstedt in den Pfandbesitz der Güter (damals Ackerwerke genannt) Wieck und Groß Kiesow. Die an den Herzog verpfändete Summe von 8500 Reichstalern sollte nebst Zinsen durch die Einkünfte aus dem Gut abgetragen werden. Bis 1645 erhielten die von Eickstedt wegen Krieg und Pest jedoch keine Einkünfte und danach nur sehr geringe, weil alles zerstört und die Felder verwüstet waren oder brach lagen. 1651 bestätigte die schwedische Königin Christina nach Überprüfung die Rechtmäßigkeit der Verpfändung. Nach dem Tod des Marcus von Eickstedt († 1661) und seiner Frau († 1676) war Jürgen Heinrich I. von Lepel als Schwiegersohn der Eickstedts bereits seit 1664 im Besitz des Gutes. Als seine Frau 1686 starb und sein Onkel Levin Friedrich von Lepel deren Schwester heiratete, gehörte er neben anderen, als Schwiegersohn zu den Erben des Besitzes. 1894 bis 1897 wurde auch das Gut Wieck durch die schwedische Reduktion überprüft. Nach langen Verhandlungen mit der schwedischen Reduktionskommission wurde es der Familie Eickstedt und Lepel dann endgültig zugebilligt. 1700 wurden die Miterben aus der Eickstedt-Familie durch Caspar Mathias von Lepel auf Gut Gnitz, dem Bruder von Jürgen Heinrich I., ausgezahlt. Im gleichen Jahr starb Levin und Jürgen Heinrich I. trat wieder in den Besitz ein. 1707 wurde das Gut offiziell aus dem Dominial herausgelöst und in ein Lehn gewandelt. 1719 starb Jürgen Heinrich I. und wegen der Minderjährigkeit seines Sohnes Jürgen Heinrich II. von Lepel (1715–1796) wurde das Gut bis 1743 von Verwaltern bewirtschaftet. Dann trat Jürgen Heinrich II. den Besitz an. Bereits 1785 übernahm sein 12. Sohn Franz Heinrich Erich I. (1760–1811) das Gut.

Gutsherr Franz H.E. von Lepel (1803–1877) auf Wieck

1793 bis 1797 ließ Franz Heinrich Erich I. von Lepel ein Herrenhaus errichten, die Finanzierung erfolgte wohl durch die Heiratsmitgift der von der Lancken und dem Verkauf des Gutes Groß Kiesow an die von Behr. Er ließ 1815 auf dem Stadtgebiet Gützkow am Schlossberg die Brauerei errichten. Nach seinem Tod und dem Tod seines einzigen minderjährigen Sohnes, übernahm sein Bruder Friedrich Wilhelm I. von Lepel (1768–1825) das Gut Wieck.
Nach seinem Tod übernahm dessen Sohn Franz Heinrich Erich II. von Lepel den Besitz. Er war der erfolgreichste Besitzer des Anwesens. Er ließ die Gebäude am westlichen  Wirtschaftshof, nach 1835 das Vorwerk Meierei und 1837 die alte Wiecker Schule erbauen. 1840 kaufte er in der Stadt den Schlossberg mit Teich und Wassermühle, sowie 1855 die Gützkower Fähre.
Er hatte 1846 das Herrenhaus schlossartig ausbauen und modernisieren lassen. Weiterhin wurde 1859 die Grabkapelle Wieck durch den Architekten Richard Lucae erbaut und ringsum ein englischer Landschaftspark angelegt.
Nach dem Tod von Franz Heinrich Erich II. übernimmt dessen Enkel das 1874 geschaffene Fideikommiss Wieck, in Form einer Stiftung, amtlich angemeldet beim Oberlandgericht Stettin. Franz I. von Lepel (1851–1906) war der Sohn von Hedwig und Bernhard von Lepel (Schriftsteller). Dieser ließ in den 1880er und 1890er Jahren die Gebäude des östlichen Wirtschaftshofes, einschließlich des Inspektorhauses, erbauen. Zum Vorwerk Meierei ließ er zwei Feldbahnstrecken errichten. Er war eigentlich Dr. der Chemie und nur widerwillig Landwirt, trotzdem führt er das Gut sehr erfolgreich.
1897 wurde Wieck an die Greifswald-Jarmener Kleinbahn GJK angeschlossen, dadurch konnte das Gut wirtschaftlich durch die verbesserte Transportmöglichkeit erfolgreicher arbeiten.  Zu diesem Zeitpunkt umfasst der Besitz des Rittergutes Wieck 625 ha Land. Verwalter ist ein Hr. Beutel. 1906 stirbt Franz I. beim Brand des Kutscherhauses nach einem Herzinfarkt. Ihm folgt sein Bruder Heinrich (1854–1918) und bereits 1911 dessen Neffe Franz II. (1854–1918), der aber einen Kaufpreis für die finanzielle Absicherung seines Onkels hinterlegen muss. Er hatte dafür sein hinterpommersches Gut Karwitz verkaufen müssen. Franz II. baute 1913 die neue Wiecker Schule. Er stirbt 1918 während der Novemberunruhen. Seine Schwester Mathilde von Brockhusen übernimmt die Verwaltung, da noch das Fideikommiss wirkt und nur männliche Erben zugelassen sind, die Fideikommission benachrichtigt deshalb den Bruder von Franz II., den in Paraguay verheirateten Wilhelm II. von Lepel (1856–1933). Der kommt 1922 mit seinem ältesten Sohn Wilo (1896–1968) nach Wieck und übernimmt das Gut. Mathilde von Brockhusen bewirtschaftete das Gut noch weiter, da Wilhelm große Reisen nach Italien usw. unternahm. Das Gut geriet zunehmend in finanzielle Schieflage, dazu kamen Inflation und die beginnende Weltwirtschaftskrise.
1928 erfolgte nach Auflösung der Gutsbezirke die Eingemeindung nach Gützkow. Als 1931 Wilo von Lepel den Konkurs des Gutes anmelden musste, wurde das Herrenhaus mit dem Park und Kapelle von der Stadt gekauft bzw. als Steuerschuld des Gutes an die Stadt von dieser übernommen. Im Herrenhaus wurde die Gützkower Schule eingerichtet. Das Gut wurde durch die Stettiner Landsiedelgesellschaft aufgesiedelt. 50 Siedler aus Niedersachsen und aus der Umgebung von Gützkow erhielten je 10 ha und erbauten sich die noch heute sichtbaren Bauernhöfe. Auch die großen alten Gutsgebäude wurden aufgeteilt. Bis 1960 wurden alle, außer denen, die die DDR verließen und damit ihr Land verloren, Mitglieder der LPG.
1972 baute die Stadt eine neue Schule, dadurch wurde das Schloss frei und wurde dem VEB RWN Gützkow als Lehrlingswohnheim und Kulturhaus übergeben.
Zu DDR-Zeiten wurde der Ortsteil vor allem durch die Landwirtschaft geprägt, die LPG(P) richtete 1977 dort ein Betriebszentrum ein. In den 1990er Jahren richtete die Stadt Gützkow nördlich der B 111 ein Gewerbegebiet ein. Nach 1991 wurde das Schloss in ein Gymnasium umgewandelt und mit neuen Unterrichtsgebäuden erweitert. 2006 und 2011 entstanden dann zwei Einkaufszentren. Dafür wurden 2005/2006 die beiden großen Gutsgebäude mit der legendären Dreiteufelsscheune abgerissen. Leider wurde damit ein relativ gut erhaltenes Gutsensemble trotz Denkmalschutz zerstört.

## Vertreter der Familie Lepel (Haus Wieck)

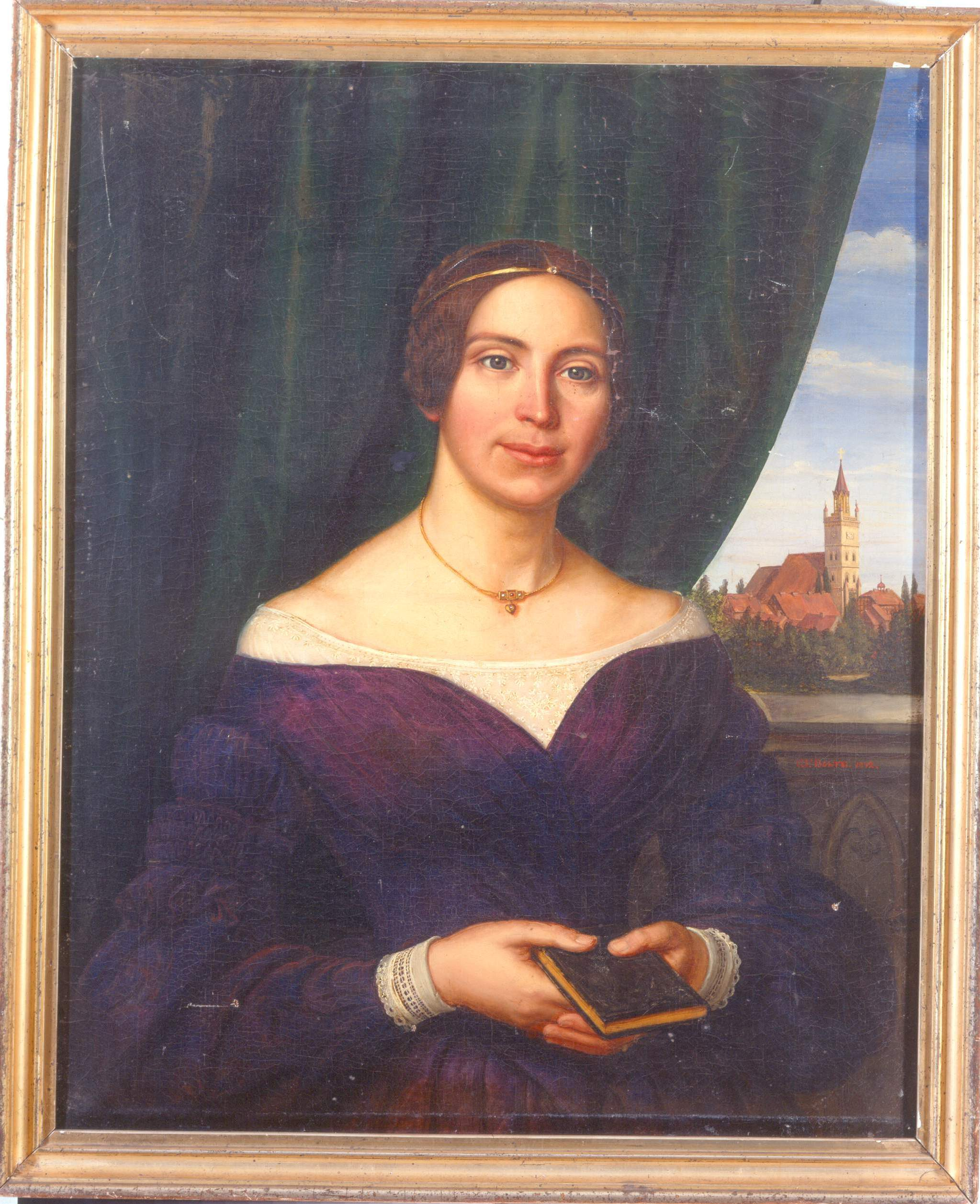
Mathilde von Lepel, geb. Rodbertus (1804–1886)

- Friedrich Wilhelm von Lepel (1774–1840), preußischer Generalmajor und Adjutant des Prinzen Heinrich in Rom
- Franz Heinrich Erich II. von Lepel (1803–1877), preußischer Hauptmann und Mitglied des Herrenhauses, verheiratet mit Johanna Mathilde Rodbertus (1804–1886)
  - Hedwig von Lepel (1827–1893), Ehefrau des Schriftstellers Bernhard von Lepel.

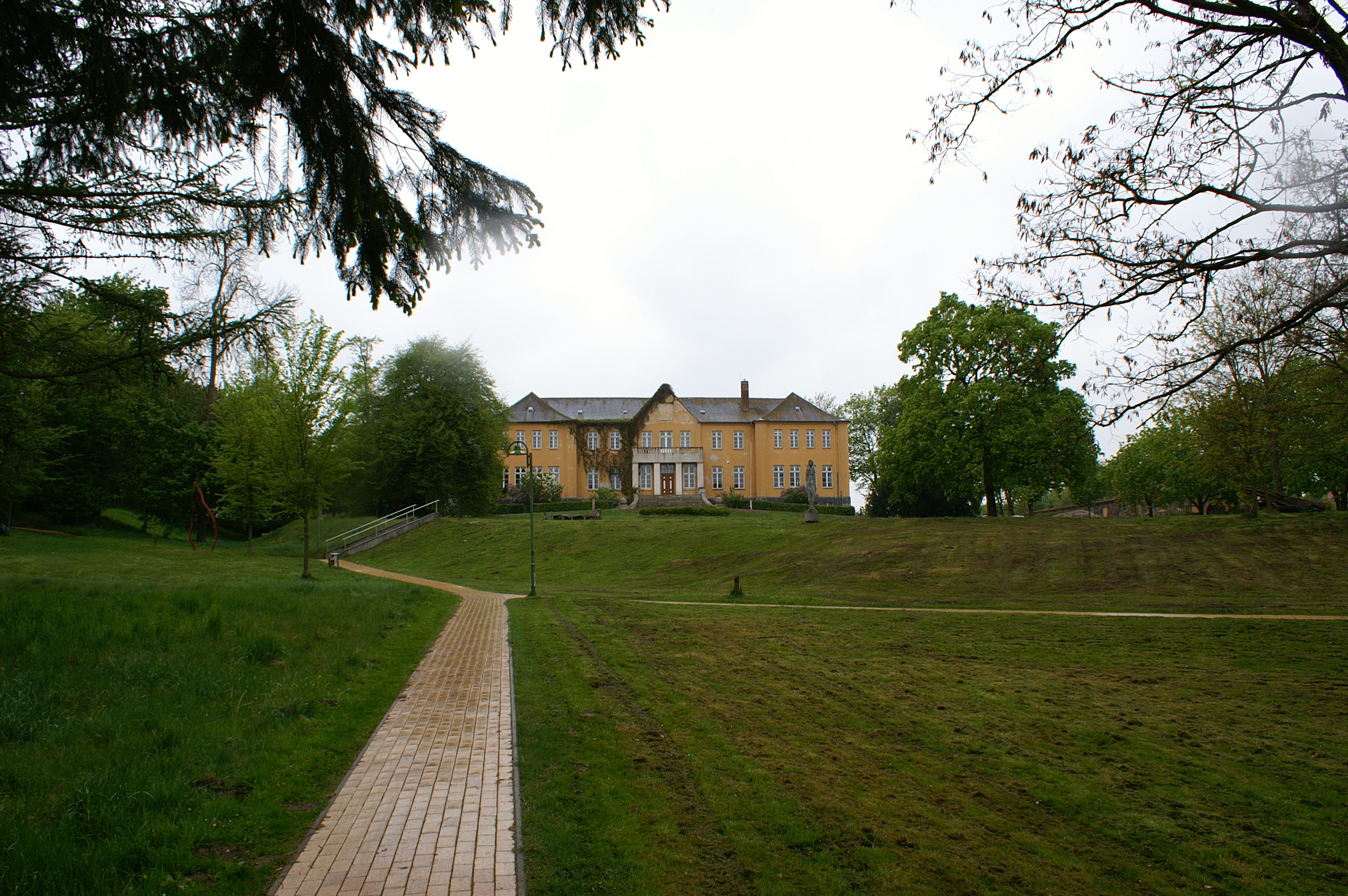
Park und Schloss Wieck

## Sehenswürdigkeiten
→ Siehe: Liste der Baudenkmale in Gützkow
- Schloss und Wirtschaftshof des Gutes
- Park mit verschiedenen Gestaltungselementen
- Grabkapelle von 1859 (Entwurf R. Lucae)